# Тед Крус
Рафаел Едуард Крус (на английски: Rafael Edward Cruz; роден на 22 декември 1970 г.) е американски политик, сенатор от щата Тексас, член на Републиканската партия.

## Ранни години
Крус е роден в Калгари, Канада, и е първи син (и третото дете) на кубинския изгнаник Рафаел Крус (роден през 1939 г.) и второ дете на американката Елинор Уилсън (родена през 1934 г.). Въпреки че има испански, кубински, италиански и ирландски произход, изповядва баптизъм. Крус говори свободно английски и испански. Баща му и майка му са компютърни програмисти. Крус се премества в САЩ през 1974 г.
Следва в Принстън и Харвард и става дипломиран юрист.

## Кариера
През ноември 2012 г. е избран за сенатор от Тексас с 56.5% подкрепа.
На 23 март 2015 г. Крус официално обявява своята кандидатура за Президент на САЩ. Той е основен съперник на Доналд Тръмп за номинацията на Републиканската партия. Спира кампанията си на 3 май 2016 г.
През ноември 2018 г., поради непопулярността на президента Тръмп и силната подкрепа към Бето О'Рурк, опонента на Крус за сената, сенатската надпревара е почти на кантар. Накрая Крус е преизбран с 50.9% срещу 48.3% подкрепа за О'Рурк. Това е най-високият резултат за демократ в сенатска надпревара в щата Тексас от 1988 г.

## Личен живот
Женен е и има 2 деца.